# マンガ論争
『マンガ論争』（マンガろんそう、manga ronsoh）は、永山薫が編集長、佐藤圭亮が副編集長を務めるミニコミシリーズ。シリーズは2023年9月号で27巻を数え、『2007-2008 マンガ論争勃発』と『マンガ論争勃発2』がマイクロマガジン社から出版されている。

## 内容
主に漫画における表現の自由について取り組んでおり、東京都青少年の健全な育成に関する条例改正案などを特集してきた。著作権問題に関する記事や漫画評論も掲載しており、みなもと太郎が死去した際は特集を組んだ。「話を聞き、相手の主張に耳を傾ける」を理念としている。
『2007-2008 マンガ論争勃発』ではコミックマーケット準備会と全国同人誌即売会連絡会が全面的な協力を行い、ちばてつやや伊藤剛などの漫画業界人の他、経済産業省や外交官の岡田眞樹にも取材を行っている。

## 関係者
ジャーナリストの昼間たかしが執筆に参加していたが、2015年8月までに降板している。